# Elos Elonga-Ekakia
Elos Elonga-Ekakia (ur. 5 lutego 1974) – kongijski piłkarz występujący na pozycji napastnika.

## Kariera klubowa
Elonga-Ekakia karierę rozpoczynał w 1993 roku w zespole AS Vita Club. W tym samym roku przeszedł do belgijskiego KSK Beveren, grającego w pierwszej lidze. W sezonie 1993/1994 nie rozegrał tam jednak żadnego spotkania i po jego zakończeniu odszedł do drugoligowego KSC Lokeren. W sezonie 1995/1996 awansował z nim do pierwszej ligi. Zadebiutował w niej 3 sierpnia 1996 w wygranym 1:0 meczu z KRC Genk, a 15 września 1996 w wygranym 6:2 spotkaniu z Cercle Brugge strzelił swojego pierwszego gola w lidze. Zawodnikiem Lokeren był do 1998 roku.
Następnie występował w Club Brugge, z którym w sezonie 1998/1999 wywalczył wicemistrzostwo Belgii. W 1999 roku przeszedł do Anderlechtu. W sezonie 1999/2000 zdobył z nim mistrzostwo Belgii. Graczem Anderlechtu był do 2002 roku. Potem grał w trzecioligowym Royalu Francs Borains, a także w czwartoligowym KSC Grimbergen, gdzie w 2007 roku zakończył karierę.

## Kariera reprezentacyjna
W 1994 roku Elonga-Ekakia został powołany do reprezentacji Zairu na Puchar Narodów Afryki. Zagrał na nim w meczu z Tunezją (1:1), a Zair odpadł z turnieju w ćwierćfinale.